# In memoriam Dylan Thomas
In memoriam Dylan Thomas è una composizione di Igor' Fëdorovič Stravinskij del 1954. L'opera ha come sottotitolo Canoni funebri e canto ed è per voce di tenore, quartetto d'archi e quattro tromboni.
Dopo il primo approccio alla musica seriale avvenuto con il Settimino, dove gli elementi realizzati si discostano ancora da una vera e propria serie dodecafonica, e la Cantata, primo vero avvicinamento alla nuova musica, in questo lavoro Stravinskij fa un ulteriore passo avanti verso il metodo di Schönberg.

## Storia
Stravinskij ammirava molto l'opera poetica di Dylan Thomas che aveva scoperto nell'inverno del 1950 dietro suggerimento di Wystan Hugh Auden. Nel maggio del 1953 l'Università di Boston propose a Stravinskij di scrivere un'opera insieme al poeta. Dylan Thomas si trovava in quel periodo a New York e raggiunse il musicista a Boston dove i due si incontrarono per la prima volta; durante questo colloquio simpatizzarono subito e misero in cantiere il progetto dell'opera a cui avrebbero dovuto lavorare insieme. Purtroppo il lavoro non poté realizzarsi perché il poeta, già molto malandato per abuso di alcol, morì all'improvviso il nove novembre di quell'anno a soli 39 anni. È in ricordo dell'amico, appena conosciuto e presto scomparso, che Stravinskij scrisse quest'opera che terminò nel marzo del 1954. La prima esecuzione avvenne a Los Angeles al Philharmonic Auditorium per i Monday Evening Concerts il 20 settembre 1954 con il tenore Richard Robinson e con la direzione di Robert Craft; la prima europea fu in Germania al Festival di Donaueschingen il 17 ottobre dello stesso anno sempre con la direzione di Craft.

## Analisi
Questa breve opera si divide in tre parti: un primo Canone che ha la funzione di preludio seguito da un canto su testo di Dylan Thomas tratto dai suoi Collected Poems dal titolo Do not go gentle into that good night e un secondo Canone che serve da postludio. I due canoni sono strumentali e gli archi si alternano ai tromboni senza mai sovrapporsi. Il canto per voce di tenore è accompagnato dal quartetto d'archi. La scrittura seriale di questo lavoro è molto più avanzata rispetto alle opere precedenti; le serie impiegate qui riescono ad arrivare all'utilizzo di tutti i dodici suoni con l'effetto di un reale cromatismo.